# Reethapuram
Reethapuram è una suddivisione dell'India, classificata come town panchayat, di 11.625 abitanti, situata nel distretto di Kanyakumari, nello stato federato del Tamil Nadu. In base al numero di abitanti la città rientra nella classe IV (da 10.000 a 19.999 persone).

## Geografia fisica
La città è situata a 08° 13' 31 N e 77° 17' 42 E.

## Società

### Evoluzione demografica
Al censimento del 2001 la popolazione di Reethapuram assommava a 11.625 persone, delle quali 5.594 maschi e 6.031 femmine. I bambini di età inferiore o uguale ai sei anni assommavano a 1.303, dei quali 658 maschi e 645 femmine. Infine, coloro che erano in grado di saper almeno leggere e scrivere erano 9.306, dei quali 4.578 maschi e 4.728 femmine.